# Ernest Thorn
Ernest Arthur Thorn (Wandsworth, Londres, 7 de juny de 1887 – Taplow, Buckinghamshire, 18 de novembre de 1968) va ser un esportista anglès que va competir a començaments del segle xx. Especialista en el joc d'estirar la corda, guanyà la medalla d'or als Jocs Olímpics de 1920 a Anvers.